# Samuel Colliber
Samuel Colliber est un écrivain anglais du XVIIIe siècle, actif de 1718 à 1737, qui a publié un ouvrage d'histoire navale et des traités philosophiques sur Dieu et la religion, à caractère panthéiste. On ignore tout de sa biographie.  

## Ouvrages
Colliber publie en 1727 à Londres Columna Rostrata : or, a Critical History of the English Sea Affairs, une histoire navale qui porte particulièrement sur les Guerres anglo-néerlandaises du XVIIe siècle.
Il publie également plusieurs textes religieux :
- An Impartial Enquiry Into the Existence and Nature of God: Being a Modest Essay Towards a More Intelligible Account of the Divine Perfections, 1718[2] (lire en ligne, 3ème édition en 1735).
- The Christian Religion Founded on Reason: Or, Two Essays on Natural and Revealed Religion, Londres, J. Knapton et R. Robinson, 1729[3].
- Free Thoughts Concerning Souls, Londres, R. Robinson, 1734 (lire en ligne) ; il y cite Spinoza[4].
- The Known God, or the Author of Nature unveiled, 1737.

Colliber y reprend les idées de Samuel Clarke sur l'existence de Dieu ; ses propres idées influencent Edmund Law.
Colliber est qualifié de « brillant "petit" philosophe » par Emanuela Scribano dans son essai L'Existence de Dieu publié en 1994.